# オピオルフィン
オピオルフィン(Opiorphin)は、ヒトの唾液から初めて単離された内生の化合物である。マウスを用いた初期の研究で、モルヒネよりも強い鎮痛効果を持つことが明らかとなった。この物質は、脊髄中の天然の鎮痛オピオイドであるエンケファリンの分解を止めることで、鎮痛効果を発揮する。5つのアミノ酸(Gln-Arg-Phe-Ser-Arg)で構成された比較的単純な分子である。
オピオルフィンは、タンパク質PROL1のN末端領域に由来する。オピオルフィンは、ネプリリシン、アラニンアミノペプチダーゼ、DPP3の3つのプロテアーゼの働きを阻害する。この作用により、エンケファリンの効果の持続時間が伸び、特定の痛みの刺激に対して天然の鎮痛物質が放出される。対照的に麻薬を投与した場合には、体全体に移動し、中毒や便秘等の望まない副作用を引き起こす。さらに、オピオルフィンは、抗うつ作用も持つ。
オピオルフィンによるヒトの治療への応用のためには、腸での急速な分解と血液脳関門の通り難さを改善する必要がある。